# Kounávi

Kounávi, en grec moderne : Κουνάβοι, est un village du dème d'Archánes-Asteroússia, dans le district régional de Héraklion, de la Crète, en Grèce. Selon le recensement de 2011, la population de Kounávi compte 737 habitants.
Le village est situé à une altitude de 340 mètres et à une distance de 15 km de Héraklion. Il est déjà mentionné en 1212  sous les noms de Scovavi et Cunavo, puis en 1271, en tant que Conave. En 1583, il est mentionné dans le recensement de Castrofilaca sous le nom de  Cunagus, avec 205 habitants.